# Bisdom Cassano all'Jonio
Het bisdom Cassano all'Jonio (Latijn: Dioecesis Cassanensis, Italiaans: Diocesi di Cassano all'Ionio) is een in Italië gelegen rooms-katholiek bisdom met zetel in de stad Cassano all'Ionio. Het bisdom behoort tot de kerkprovincie Cosenza-Bisignano en is samen met het aartsbisdom Rossano-Cariati en het bisdom San Marco Argentano-Scalea suffragaan aan het aartsbisdom Cosenza-Bisignano.

## Geschiedenis
Het bisdom werd opgericht in de 5e eeuw. In de 11e eeuw werd Cassano all'Jonio suffragaan aan het aartsbisdom Reggio Calabria. Op 30 januari 2001 werd het bisdom suffragaan aan Cosenza-Bisignano.